# Naturaleza (ensayo)
El fragmento literario Naturaleza es un ensayo escrito por el traductor y párroco suizo Georg Christoph Tobler alrededor de 1783 y fue publicado en 1884 en el número 32 del Tiefurter Journal. Repetidamente se asignó su autoría a Johann Wolfgang von Goethe lo que él más bien tiende a desmentir.

## Citas
Las primeras líneas del fragmento son:
¡Naturaleza!, estamos rodeados y abrazados por ella, sin poder salir y sin poder entrar en ella. Sin consulta y sin advertencia nos lleva al remolino de su baile y se entretiene con nosotros hasta dejarnos cansados y desfallecemos en sus brazos. Eternamente crea nuevas figuras, lo que está ahí nunca había estado, lo que estuvo nunca volverá - todo es nuevo y sin embargo siempre lo anterior. Vivimos en el centro de ella y le somos extraños. Nos habla ininterrupidamente y no nos delata su secreto. Permanentemente actuamos sobre ella, pero no podemos cambiarla.
Goethe escribió posteriormente en una carta al Canciller v. Müller sobre el origen del texto:
Aquella composición me fue transmitida hace poco tiempo desde la herencia epistolaria de la eternamente honorable princesa Anna Amalia; Fue escrita por una pluma bien conocida, a la cual recurría yo en los años ochenta. Que yo haya escrito tales observaciones, no puedo recordarlo por cierto, pero ellas coinciden con los pensamientos que se habían formado en mi mente en aquellos años. Yo diría que en esos años el nivel de entendimiento era el de un comparativo, que se dirige hacia un superlativo aún no alcanzado. Se nota la tendencia hacia algún tipo de panteismo, en el que las formas que toma la realidad son el producto de un ser inescrutable, incondicional, humorístico y en sí mismo contradictorio, como en un juego que es en extremo serio.
Sigmund Freud escribió un comentario del ensayo en el que se refiere a él como "el incomparablemente bello ensayo de Goethe", que lo llevó a él a estudiar medicina.

## Ediciones
Una traducción inglesa del ensayo fue publicada en la primera edición de la revista Nature del 4 de noviembre de 1869 bajo el título "Nature: Aphorisms by Goethe".